# Аморфофаллус Прайна
Аморфофа́ллус Пра́йна (лат. Amorphophallus prainii) — многолетнее растение, вид рода Аморфофаллус (Amorphophallus) семейства Ароидные (Araceae).

## Ботаническое описание
Клубень сжато-шаровидный, 8—25 см в диаметре, 2,5—15 см высотой.
Черешок 10—210 см длиной, 0,5—10 см в диаметре, беловато-зелёный или красновато-коричневый, с многочисленными черновато-зелёными и крупными кремово-белыми овальными пятнами.
Листовые пластинки перистые, до 250 см длиной. Листочки 1,5—10 см длиной.
Покрывало 10—25 см длиной, изредка до 40 см, 10—25 см шириной; снаружи зеленовато-жёлтое; внутри белое, у основания тёмно-коричневое.
Початок 9—35 см длиной, иногда до 55 см, кремовый.

## Распространение
Встречается в Лаосе, Индонезии (Суматра), в Малайзии (Пинанг, Перак) и Сингапуре.